# Обервира
Обервира (нем. Oberwiera) — община в Германии, в земле Саксония. Подчиняется административному округу Кемниц. Входит в состав района Цвиккау. Подчиняется управлению Вальденбург. Население составляет 1150 человек (на 31 декабря 2010 года). Занимает площадь 14,33 км².
Община подразделяется на 6 сельских округов.

## Население
| Год  | Численность | Численность |
| ---- | ----------- | ----------- |
| 2017 | 1021        | [ 1 ]       |
| 2019 | 995         | [ 3 ]       |
| 2021 | 1014        | [ 4 ]       |
| 2022 | 1026        | [ 5 ]       |
| 2023 | 1019        | [ 2 ]       |